# Mark Baldwin
Mark Baldwin (New York, 4 agosto 1953) è un chitarrista e compositore statunitense, noto per il suo stile jazzistico, adattato alla musica d'ambiente; con la sua Mark Baldwin Band si è occupato prevalentemente di fusion e world music.

## Biografia
Nato a New York, ha vissuto la sua infanzia in Giappone, e all'età di 14 anni si è stabilito a Boston. 
Un primo interesse per la musica ha portato a lezioni di chitarra classica già alle scuole medie.
Dopo aver vissuto a Boston e essersi laureato al Berklee College of Music, si è sposato e si è trasferito a Nashville nel 1982. È stato prontamente assunto come chitarrista e cantante di sottofondo per il tour Age to Age di Amy Grant. Dopo i successivi tour con altri artisti decide di fondare la Mark Baldwin Band, nata inizialmente come trio.
Le sue collaborazioni includono registrazioni e performance con Stevie Wonder, Ce Ce Winnans, James Ingram, Kirk Franklin, Yolanda Adams, Take Six, Twila Paris, Charlie Peacock, Point of Grace, Steven Curtis Chapman, Four Him, First Call, Steve Green, Carman e Wayne Watson. Ha anche registrato regolarmente con la CNN-TBS. Nel febbraio 2002, a Mark è stato chiesto di far parte della band di Michael Omartian, suonando con numerosi artisti cristiani per uno speciale concerto televisivo della Gospel Music Association alla Casa Bianca per il presidente George W. Bush.
Mark ha composto, registrato e prodotto diversi progetti strumentali e vocali con Hal Ozsan e George Benson, e ha fatto parte Three Brentwood Jazz Quartet recordings, oltre che dei Voices of Umborn.

## Discografia parziale

### Solista
- 1996 - Red Hot Christmas Blues
- 1997 - Breakfast in Bed
- 1998 - Soul Picnic
- 2004 - Sheads of Light

### Con la Mark Baldwin Band
- 1987 - New Every Morning
- 1993 - A Passion Remembered
- 1998 - Christmas By the Fire
- 1999 - Mist On the Moors
- 2014 - Classical Praise Vol.14
- 2020 - Restoration

### Con il Brentwood Jazz Quartet
- 1991 - Secret Signature
- 1992 - Love Knows
- 1993 - Living in the Here and Now

### Con i Voices for the Unborn
- 1985 - Fight the Fight